# Scatella ecuadorensis
Scatella ecuadorensis är en tvåvingeart som först beskrevs av Wayne N. Mathis 1979.  Scatella ecuadorensis ingår i släktet Scatella och familjen vattenflugor.
Artens utbredningsområde är Ecuador. Inga underarter finns listade i Catalogue of Life.